# 前川保志花
前川 保志花（まえかわ ほしか、1991年8月11日- ）は、日本の女性タレント、ファッションモデル、女優、また実業家。滋賀県甲賀市出身。 2021年9月1日、滋賀県草津市大路3丁目5番50号にある株式会社保志花proが破産申請。
テレビやラジオ、モデルとしての活動の他、出身地である滋賀県甲賀市の観光協会PR大使としても活動。

## 来歴
滋賀県甲賀市出身、在住。
2010年滋賀美少女図鑑2期メンバーとしてモデルデビュー。その年からびわ湖放送の番組にレギュラー出演。
地域で地域貢献を行いながらタレント活動を行う。2014年甲賀警察署より『甲賀警察署あんぜん・あんしん特命捜査官』に任命され、警察署員と共に啓発活動やイベントに出演。同年、甲賀市観光協会より『甲賀市観光協会PR大使』に任命され、甲賀市初の観光大使として各地でのPR活動を行う。また、『2015びわ湖きものの女王』にも選出される。
忍者衣装に身を包み、甲賀流忍者タレント としてもメディア出演やイベントに出演する。
忍者となり甲賀市の観光をPRした動画 は滋賀県内のJRの各駅のモニターにも流れ、前川保志花＝忍者が定着した。
2016年に自身の所属事務所として株式会社保志花Proを設立。タレント事務所としてだけでなく、イベントも運営するなど多岐にわたる活動を行う。
2019年3月に滋賀大会にて、ミス・ユニバース滋賀代表に選出。
2019年8月ミス・ユニバース日本大会に出場。

## 人物
- 姉弟の二人兄弟。
- 普通自動車免許・普通自動二輪免許・小型船舶免許を所持。秘書検定などの実用的な資格以外にも、琵琶湖検定や忍者検定の資格も所持している。
- 現在はテレビ・ラジオ出演や司会業のほか、忍者のコスチュームを着て滋賀のPR活動など県内外で大活躍。
- 最近では全国放送のビールのCMにも登場し大きな話題を呼んでいる[4]。
- 過去には自分で自分のことを『滋賀のアイドルです！』と言っていた時期があったが、違うと気づいたそう[5]。
- 母校の小学校[6] は2017年に閉校し、自身も田舎育ちとメディアで語っている。
- くしゃみが一度出るとなかなか止まらない。連続で10回ほど出るため、くしゃみがでると周囲はネタにしている。
- 移動は自身が運転する車。ドライブが好きで1年間に4万キロは走る[7]。

## 出演

### テレビ
現在出演中のテレビ番組
- キラりん滋賀（びわ湖放送）- 水曜レギュラー（2017年4月～2019年12月まで） / 火曜レギュラー・リポーター （2020年以降）[8]
コーナー名：ほしかのぽっほれぼれマップ・ほしかのその極意教えて下さい！・ほしかのお熱いのがお好き♡
- ほしかの憧れ住宅情報Kuu-Style（びわ湖放送）[9]
- ほしかのとっておき見つけ旅（あいコムこうか）

過去の出演
- アメトーーク！（2016年12月、テレビ朝日）
- 東海道物語 発見！新名物よりみち旅（2014年、NHK BSプレミアム）
- お国自慢ひ・と・お・し（2016年・2017年、サンテレビジョン）
- テレビ滋賀プラスワン（2016年、びわ湖放送）
- お店NAVI（2016年、ZTV）- リポーター

### ドラマ
- 狩矢父娘シリーズ19（2017年9月24日 テレビ朝日）- 大塚明日香 役

### ラジオ
- eat eco〜食べることで琵琶湖を守る〜（2016年、FM滋賀 e-radio） - パーソナリティー[10]

### Web
- 阪神タイガース公式オンラインショップ